# 常陸川水門
座標: 北緯35度50分28秒 東経140度42分28秒 / 北緯35.841155度 東経140.707908度

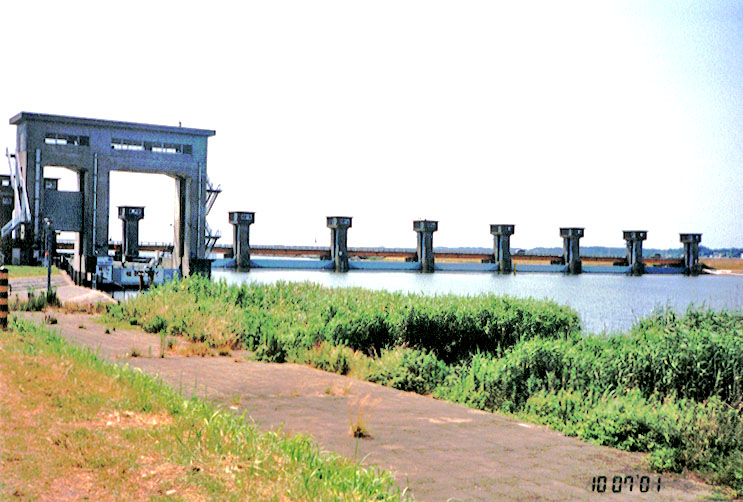
常陸川水門（上流側より）

常陸川水門（ひたちがわすいもん）は、茨城県神栖市に位置し、霞ヶ浦と利根川の合流点を仕切る水門。現地では、隣接する利根川河口堰と合わせ、逆水門と通称される。
1959年2月に着工し、約18億円の費用をかけて1963年5月に竣工した。

## 解説
総幅252 mで、幅28.5 m、高さ6.65 m、重さ約120 tの鋼製鋼桁ローラーゲートの主ゲートが8門と、大小2門の閘門を併設している。竣工当時は日本最大の水門であり、霞ヶ浦の治水、利水、環境上重要な位置を占めている。また、道路が併設されており、近隣住民にとっては、橋としての役割も持つ。

## 目的
建設当初、公式には常陸川水門の目的は

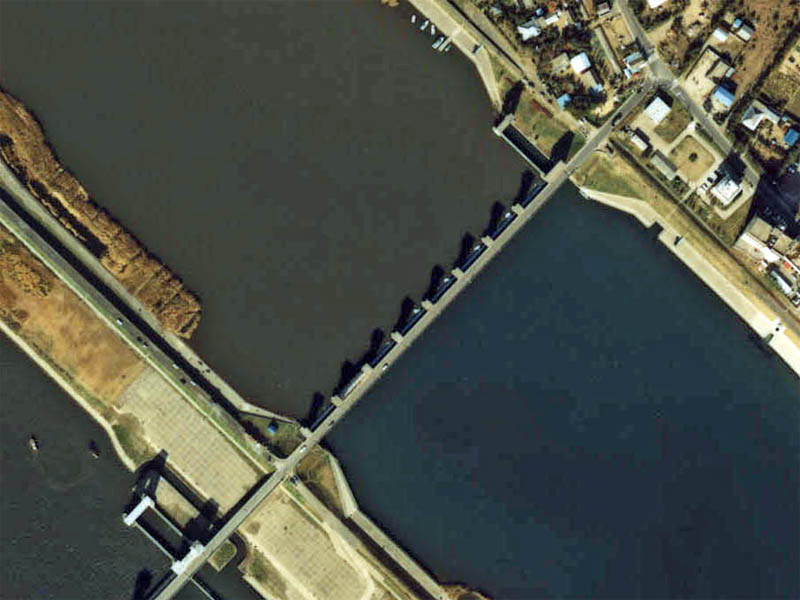
常陸川水門の航空写真（1984年）

- 洪水時に利根川からの逆流を防ぎ、霞ヶ浦の氾濫を防止すること。
- 海水の遡上を阻止し、塩害の発生を防止すること。

の2点であるとされた。その後の霞ヶ浦開発事業によって
- 霞ヶ浦の水位を確保･操作して新たに農業用水、工業用水、上水道の水源を確保すること。

という目的が付け加わるとされている。ただし、水源確保の目的については、建設に至る歴史（下記参照）から建設当初から意識されていたとする指摘もある。

## 歴史
常陸川水門の構想が明確に現れるのは、1939年の利根川増補計画である。明治以降、政府は利根川と霞ヶ浦水系を分離させる工事を行っていたが、度重なる洪水にさらなる治水対策の強化が痛感され、霞ヶ浦と利根川の合流点に逆水門を建設し、新たに西浦から外浪逆浦を経由し鹿島灘に直接排水する霞ヶ浦放水路が計画されることとなった。この計画策定の直後の1941年、利根川の上流部で大雨が降り、その水が霞ヶ浦に逆流することで大洪水が発生。具体的な常陸川水門の治水上の根拠となっている。
一方、塩害の防止という点においては、
- 1783年に起きた浅間山の天明大噴火により火山灰が河床を上昇させ、利根川の洪水を激化させたことにより、江戸時代より下流（銚子方面）に洪水をより多く流下させる政策がとられてきたこと。
- 足尾鉱毒事件の発生により明治政府は利根川から江戸川への水の流入を制限し、千葉県銚子市方面（現・利根川流路）への水の流下量を増やす政策をとったこと。

などの事情から、利根川下流部では明治以降、一貫して川底を掘り下げる（浚渫）事業が行われてきた。その副作用として、銚子の利根川河口から溯上する海水の量が増大し、その水を使った霞ヶ浦下流域の農地で頻繁に塩害が発生するようになった（霞ヶ浦はこのころにもっとも汽水化している）。特に1958年には干ばつによって大規模な塩害が発生し、その防止のための施設として位置づけられている。
当初、常陸川水門はあくまでこうした治水と塩害防止という目的で建設されたとされ、現在の常陸川水門が持つ、霞ヶ浦の水位を操作して水源を確保するという利水上の目的は、公式にはその後の経済成長による水源開発の必要性から付け加えられたと説明されている。しかし、
- 1937年、東京市長の諮問機関「水道水源調査委員会」によって、「霞ヶ浦案」が検討されており、この当時から霞ヶ浦への利水上の要請があったこと（なお、現在霞ヶ浦開発事業の竣工により、東京都は霞ヶ浦の水利権を有している。）。
- 水門竣工以前の1962年に、工業用水の水源開発が前提となるはずの鹿島臨海工業地帯の建設が正式発表されていること（構想そのものはそれ以前からあった）。
- 1964年に計画が決定し1971年に竣工する利根川河口堰と連動できるように設計が配慮されていたと言われていること。

などの点から、建設当初から常陸川水門が利水上の目的を意識して作られていた可能性は高いという指摘もある。
常陸川水門はこうした事情を受けて着工されるが、霞ヶ浦と海とのつながりを断絶してしまうため、当初から汽水性のヤマトシジミが生息できなくなることなどから特に漁業者の強い反対を招いてきた。しかし、塩害は水門竣工後も発生しつづけ、1974年には水門の完全閉鎖（正確には潮汐や増水による下流からの流入を完全に止めること）が決定する。これにより、霞ヶ浦の淡水化は決定的になる。
それ以降、長年、水質汚染の解消や漁業振興のために逆水門の開放や、海水の遡上をある程度容認する柔軟運用、自然条件に逆らわないかたちでの水位の操作などの要望が出されてきたが、当初は農業および工業用水の確保を理由にこれらの要望は受け入れられてこなかった。しかし、近年では鹿島臨海工業地帯における工業用水の余剰が問題となったり、人口予測の下方修正に伴う水需要の過大予測が明らかになったりするなどによって状況が変化し、2002年10月16日の参議院決算委員会の審議において水位操作（水門の操作）について円卓会議を設けて合意形成を計る旨を国土交通大臣が答弁するなど、常陸川水門をめぐる環境は変化の兆しを見せている。

## 環境
よく常陸川水門（およびその締め切り）は、霞ヶ浦の水質汚染の元凶として批判されることが多い。しかし、水門そのものが霞ヶ浦の水質汚染にどれだけ影響しているのかは評価が出来ない。
常陸川水門の竣工当時は、1950年代後半から、いわゆる高度経済成長が始まり、所得倍増計画や1962年の全国総合開発計画を背景に、産業化の著しく進行した時期でもあり、鹿島臨海工業地帯やその他工業団地の造成、農業や漁業の近代化、上水道の普及や都市開発など、生産や生活そのものの様子が大きく変わった時期でもあった。加えて、霞ヶ浦と流入河川流域の下水道や浄化槽の普及率は低く、生活廃水等の汚水はたれ流しの状況が長く続いていた。いわゆるアオコによって霞ヶ浦が強烈に印象づけられるのもこの時期である（現在ではアオコの発生はほとんどない。これは水質の改善というよりも、植物プランクトンの種組成が変化したためと考えられている）。
また、植物プランクトンの発生は降雨量や動物プランクトン、イサザアミやワカサギなどの小動物や魚の動態にも左右されることや、霞ヶ浦の汽水化の過程などから、単純に水質と常陸川水門を結びつけるのは難しく、水門を開放すれば水質は改善されるのかどうかははっきりしていない。
しかし、少なくとも海からの連続性の断絶することで、霞ヶ浦の生態系に対して多大な影響を与えたこと、その結果とくに漁業に対して大きな影響を与えたこと、また、常陸川水門の存在が霞ヶ浦の利水計画にとって大前提となっていることにより、水源開発によって霞ヶ浦の姿やその環境を大きく変えることとなる霞ヶ浦開発事業の足がかりになったという観点から、常陸川水門を批判する意見もある。